# Eugeniusz Szymik
Eugeniusz Szymik (ur. 1932) – prezydent Miasta Rybnika w latach 1978–1990 w okresie PRL. Jako prezydent doprowadził do wybudowania Biblioteki Miejskiej w Rybniku, oraz zainicjował renowację płyty Rynku.